# BartPE
BartPe (Bart's Preinstalled Environment, ang. Bartovo prednaloženo okolje) je različica operacijskih sistemov Microsoft Windows XP ali Windows Server 2003, ki se poganja preko live CD-ja/USB-ja. Namenjena je reševanju izgubljenih podatkov ob napakah v programju ali strojni opremi.